# Frances Wright

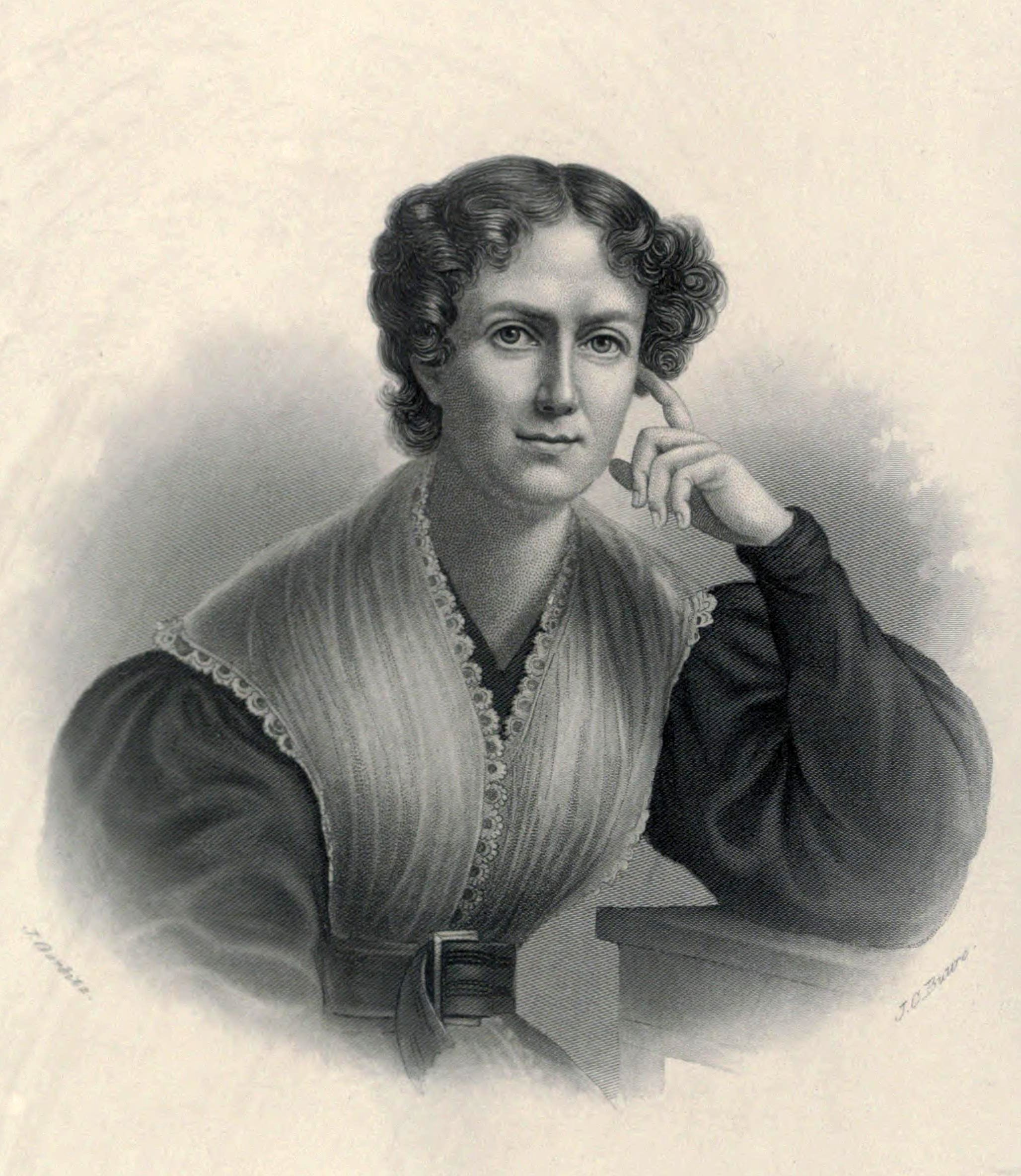
Frances Wright um 1825

Frances Wright, auch Fanny Wright genannt (* 6. September 1795 in Dundee, Schottland; † 13. Dezember 1852 in Cincinnati, Ohio), war eine zu ihrer Zeit bekannte Sozialreformerin und eine der frühsten und unerschrockensten Frauenrechtlerinnen. Die glänzende Rednerin und Journalistin wuchs in Großbritannien auf, verbrachte aber ihr Erwachsenenleben überwiegend in den USA, wo sie unter anderem die Sklaverei bekämpfte.

## Leben und Wirken
Der Vater, Kaufmann in Tuchwaren, war mit Adam Smith, William Cullen und anderen prominenten liberal gesinnten Geistesarbeitern befreundet. Frances wurde schon mit drei Jahren Waise und wuchs bei einer gestrengen Tante auf. Mit 18 nahm sich ihrer ein Onkel an, der in Glasgow Professor für Moralphilosophie war. Durch ihn und eine aus den USA stammende Witwe namens Craig Millar wurde sie im Sinne der französischen Aufklärung geistig gefördert, außerdem für Amerika interessiert. So erlebte sie, in Begleitung ihrer jüngeren Schwester Camilla, neben Europareisen Aufenthalte in den USA 1818–20 und erneut 1824. Ihr 1821 veröffentlichtes Buch über Amerika fand ein positives Echo. Es erläuterte und rechtfertigte die dortigen revolutionären Bestrebungen.

### Nashoba Community
Wright lernte einige englische „Radikale“ kennen, darunter Jeremy Bentham, außerdem den in Frankreich lebenden Veteran der französischen und nordamerikanischen Revolution General Lafayette, der sie bald wie eine Tochter liebte. Mit mehreren jüngeren Männern hatte Wright Romanzen. Den zweiten Amerikabesuch nahm sie in Begleitung Lafayettes vor. Sie begegnete auch Thomas Jefferson und James Madison. Ab dieser Reise entfernten sich Lafayette und Wright voneinander, weil sich die junge „impulsive“ Schottin für Robert Owen und dessen Genossenschaftsideen, nebenbei auch für Reformkleidung erwärmte. Prompt erwarb sie 1825 in Tennessee Land, auf dem sie die Nashoba Community gründete, eine Siedlung für Sklaven, die sie freizulassen und in geeigneten Ländern unterzubringen gedachte, sobald sie ihren Kaufpreis abgearbeitet hätten. Das Unternehmen scheiterte bald (Auflösung 1828) an organisatorischen, finanziellen, hygienischen und moralischen Problemen. So bändelte der weiße Aufseher James Richardson, während Wright krankheitsbedingt abwesend war, mit einem Sklaven an und sprach sich in Zeitungen für Freie Liebe aus, was dem Ruf des Projektes zumal im viktorianischen England recht abträglich war.

### Eine erstklassige Rednerin
1828 wurde Wright Miteigentümerin der New Harmony Gazette, einem freidenkerischen Blatt von Owens Sohn Robert Dale Owen, und begann in New York mit Vorträgen und Kursen über Fragen der Frauenrechte, Geburtenkontrolle, Freien Erziehung, Gewerkschaften, gegen Bankenmacht, Sklaverei, Religion. Der Zuspruch ließ nicht zu wünschen übrig; Wright galt als „erstklassige“ Rednerin, die freilich auch viel Feindseligkeit erntete. 1829 startete sie gemeinsam mit Owen junior eine neue Zeitung namens The Free Enquirer (Der freie Forscher) und baute zugleich eine Art Volkshochschule auf.
Im selben Jahr begleitete sie die Sklaven der nun aufgelösten Kolonie in Tennessee per Schiff nach Haiti, wo sie angesiedelt werden sollten. Mit von der Partie war William Phiquepal D'Arusmont, ein Physiker und Lehrer aus der Owen-Gemeinschaft in New Harmony. Nach dem Tod ihrer Schwester Camilla (1831) heiratete Wright den 60-Jährigen, der sich ihrer fürsorglich angenommen hatte. Ihr erstes gemeinsames Kind starb; das zweite, die Tochter Sylvia, kam 1832 zur Welt.

### Schiffbruch in der Ehe
Die Ehe blieb nicht lange glücklich. Nach einigem Hin und Her lebten Wright und D'Arusmont ab 1835 im Wesentlichen getrennt. Später kam es noch zu Erbstreitigkeiten. Während Sylvia bei ihrem Vater in Frankreich blieb, setzte Wright ihre Referententätigkeit in New York, Boston und anderen nordamerikanischen Städten fort. Sie schrieb jetzt auch für den Bostoner Investigator und redigierte das Manual of American Principles. 1851 stürzte die 56-Jährige auf einer vereisten Treppe und brach sich die Hüfte. An den Folgen starb sie ein Jahr darauf. Es heißt, ihrem Wunsch gemäß sei auf ihrem Grabstein in Cincinnati zu lesen, die dort Ruhende habe sich der Sache der Menschenrechte vermählt und auf sie ihr Glück, ihren Ruf und ihr Leben gebaut.

### Widersprüche
An erster Stelle ihres Engagements stand der Kampf gegen die Sklaverei, gefolgt von der Bildungsarbeit. Gleichwohl muss sie zu den frühsten Anwältinnen der Frauenbefreiung gezählt werden. Mehr noch als ihre Schriften spornte ihr mutiges Auftreten viele Frauen im Emanzipationskampf an. Zudem wurde die schlanke Aktivistin als „auffallend hübsch“ beschrieben. Sie sprach fließend Französisch und Italienisch und war, was die politischen und literarischen Vorgänge anging, stets auf dem Laufenden. Als Autorin und Rednerin hochbegabt, neigte sie allerdings dazu, sich zu überschätzen und gar zu hartnäckig an einmal gefassten Urteilen festzuhalten. Hilfsbereit und leicht entflammbar, mangelte es ihr oft an Disziplin und Umsicht. Sie gab viel auf Unabhängigkeit, Abenteuer, Spannung – freilich auch auf Geborgenheit, wie ihre Beziehungen mit Lafayette und D'Arusmont bezeugen, hinter denen vermutlich ihre unglückliche Kindheit stand. Diese Widersprüche bewegten ihr rastloses Leben.

## Werke
- Altdorf, Schauspiel, 1819 (über den schweizerischen Unabhängigkeitskampf)[7]
- Views oft Society and Manners in America, 1821; dt. Gesellschaftsleben und Sitten in den Vereinigten Staaten von Amerika. Geschildert in einer Sammlung von Briefen an einen Freund in England während der Jahre 1818, 1819 und 1820 von Miss Franziska Wright. Aus dem Englischen von Constantia von B., Erster und Zweiter Band, Berlin 1824 (Digitalisat bei Google Books)
- A Few Days in Athens, Historischer Roman, 1822 (über Epikur, von Walt Whitman hochgelobt[4])
- Course oft Popular Lectures, zwei Bände mit ihren Vorträgen, New York 1829 und 1836